# La pupilla (intermezzo)
La pupilla è un intermezzo comico per musica di Carlo Goldoni: composto nel gennaio del 1735, con musica di Giacomo Maccari (andata perduta), fu rappresentato per la prima volta nel Teatro San Samuele di Venezia assieme alla tragicommedia Belisario, con Giuseppe Imer, Giovanna Casanova e Agnese Amurat en travesti .
Per l'argomento, l'autore trasse ispirazione da un episodio della vita privata dello stesso Imer.

## Trama
Venezia. La  giovane  Rosalba tenta di  emanciparsi  dalla  tutela del vecchio Triticone, grazie all'aiuto dell’innamorato Giacinto e dei suoi travestimenti.